# Equiza
Equiza (oficialmente Equiza / Ekiza) es un caserío español, hoy día despoblado, del municipio de Arce, perteneciente a la Comunidad Foral de Navarra.

## Historia
Hacia mediados del siglo XIX, el lugar, ya por entonces perteneciente a Arce, tenía contabilizada una población de dieciséis habitantes. Aparece descrito en el séptimo volumen del Diccionario geográfico-estadístico-histórico de España y sus posesiones de Ultramar de Pascual Madoz con las siguientes palabras:

EQUIZA: l. del valle y ayunt. de Arce en la prov. y c. g. de Navarra, part. jud. de Aoiz (2 1/2 leg.), aud. terr. y dióc. de Pamplona (6 1/2). sit. al N. de la cab. del part. en la falda meridional de una sierra, cadena de la del puerto de Aresa: le combaten los vientos NS. y NO.: su clima en lo general es frio, y se padecen inflamaciones y catarros. Tiene 3 casas, una igl. parr. (San Martin), servida por un cura, cementerio contiguo y al S. de esta, y en su térm. varias fuentes de esquisitas aguas. Confina el térm. N. Azparren; E. Elcoaz; S. Arizcuren, y O. Artozqui. El terreno es pizarroso y arcilloso, con dos montes poblados de hayas, robles, pinos y encinas; le atraviesa un arroyo que nace en el mismo térm. Los caminos son locales. El correo se recibe de Aoiz por propio. prod.: trigo, cebada, avena, yeros y otras legumbres, y abundantes pastos para los ganados; cria de ganado lanar, vacuno y cabrio; caza de perdices, liebres y algun corzo. Aunque ha habido alguna ind. en aserrar tablas, se halla en completa decadencia. pobl.: 3 vec. y 16 almas. contr., con el Valle. (V.)
(Madoz, 1847, p. 496)

En 2023, la entidad singular de población tenía empadronados 0 habitantes.